# Leonor Will Never Die
Leonor Will Never Die (tagalog: Ang Pagbabalik ng Kwago, lit. "El retorn del mussol") és una pel·lícula psicològica de comèdia dramàtica en filipí del 2022 escrita i dirigida per Martika Ramírez Escobar, en el seu debut en la direcció. La pel·lícula és protagonitzada per Sheila Francisco com una guionista jubilada que, després d'haver caigut en coma, es troba com l'heroïna d'acció del seu guió inacabat. El repartiment de suport inclou Bong Cabrera, Rocky Salumbides i Anthony Falcon. La pel·lícula és un homenatge  a les pel·lícules d'acció filipines dels anys 70 i 80.
Leonor Will Never Die es va estrenar a la World Cinema Dramatic Competition del Festival de Cinema de Sundance de 2022, la primera pel·lícula filipina que va competir des de The Blossoming of Maximo Oliveros el 2006. La pel·lícula va rebre crítiques positives, i Escobar fou guardonada amb el Premi Especial del Jurat a l'Esperit Innovador. La pel·lícula també es va estrenar a Filipines, inaugurant el 18è Cinemalaya Philippine Independent Film Festival al Cultural Center of the Philippines el 5 d'agost de 2022, cosa que va marcar el retorn del festival a la projecció in situ després de la celebració dels desafiaments anteriors a la pandèmia de COVID-19. La pel·lícula va ser adquirida per Music Box Films per a la distribució nord-americana el febrer de 2022, i es va estrenar a Amèrica del Nord en un llançament limitat a partir del 25 de novembre de 2022.

## Argument
Leonor Reyes (Sheila Francisco) va ser una vegada una actriu important de la indústria cinematogràfica filipina després de crear una sèrie de pel·lícules d'acció d'èxit, però ara la seva família, formada per Leonor i el seu fill Rudie, lluita per pagar les factures. Quan llegeix un anunci a la recerca de guions, la Leonor comença a jugar amb un guió inacabat sobre la recerca del jove i noble Ronwaldo (Rocky Salumbides), obligat a venjar l'assassinat del seu germà a mans dels sicaris. Tot i que la seva imaginació li proporciona una mica d'escapament de la realitat, un accident que implica una televisió la deixa fora de joc i la fa entrar en coma. Això transporta a Leonor dins de la pel·lícula incompleta on pot representar de primera mà els seus somnis més salvatges i descobrir el final perfecte de la seva història. Mentrestant, Rudie busca descobrir on va anar la seva mare.

## Repartiment
- Sheila Francisco com a Leonor Reyes
- Bong Cabrera com a Rudie Reyes
- Rocky Salumbides com a Ronwaldo
- Anthony Falcon com a Dead Ronwaldo
- Allan Bautista com a Valentin
- Rea Molina com a Isabella
- Ryan Eigenmann com a Ricardo
- John Paulo Rodríguez com a Junior
- Dido Dela Paz com a alcaldessa
- Tami Monsod com a Dra. Valdez

## Producció

### Concepte i desenvolupament
La idea de la pel·lícula li va sorgir a Escobar quan era una noia després que l'estrella d'acció convertida en polític Joseph Estrada fos elegit president de les Filipines. A les notes de producció de la pel·lícula, Escobar comenta: "Avui, dècades després, després de tenir dos presidents més d' "estrella d'acció" [Estrada i la candidatura fallida de Fernando Poe Jr.], em trobo qüestionant aquesta realitat absurda i em sorprèn la facilitat que es pot entendre un cop ho situo en paral·lel amb el nostre amor pel cinema". Després de graduar-se en cinema a la Universitat de Filipines Diliman, Escobar va començar a treballar en el guió i va continuar editant-lo i revisant-lo durant els vuit anys següents mentre treballava com a directora de fotografia en altres pel·lícules. Durant aquest temps, també va assistir a tallers d'escriptura dels guionistes Ricky Lee i Bong Lao.

### Càsting
Per al paper de Leonor, Escobar buscava "algú que sembli que encaixa en aquell món masclista, amb la intel·ligència i l'agudesa d'una escriptora, i la dura tendresa d'una mare". El productor de la pel·lícula, Monster Jimenez, va recomanar Sheila Francisco després de veure-la al drama musical teatral Ang Huling El Bimbo.

### Rodatge i postproducció
La pel·lícula es va rodar a les Filipines de juliol a setembre de 2019. La pel·lícula va comptar amb el suport del Film Development Council of the Philippines (FDCP) a través del seu programa de finançament CreatePHFilms i patrocinada pel seu programa de desenvolupament Full Circle Lab-Philippines.

## Recepció
Al lloc web de l'agregador de ressenyes Rotten Tomatoes, el 91% de les crítiques de 34 crítiques són positives, amb una valoració mitjana de 7,30/10. El consens del lloc web diu: "Un homenatge deliciosament únic al poder de transport del cinema, Leonor Will Never Die marca la directora/coguionista Martika Ramírez Escobar com un talent per veure".Metacritic, que utilitza una mitjana ponderada, va assignar a la pel·lícula una puntuació de 72 sobre 100, basada en 12 crítics, indicant crítiques "generalment favorables".
En un resum de Sundance, el crític de cinema The New York Times A. O. Scott anomena la pel·lícula "meravellosament inclasificable" i diu que "la combinació de melodrama familiar, violència pulp i comèdia surrealista s'afegeixen al retrat desarmantment tendre d'un artista a la vora del més enllà." Marya Gates de RogerEbert.com diu que la pel·lícula "reconeix l'escriptora/directora Martika Ramírez Escobar com una artista amb una veu singular i un futur brillant a les sales de cinema estrany", amb Sheila Francisco "una delícia absoluta com Leonor". En una revisió mixta, Amy Nicholson de Variety escriu que és "creativa i intel·ligent, potser massa intel·ligent" com al final de la pel·lícula "les ambicions del guió han arribat al seu abast, fins i tot amb la formidable Francisco que manté juntes les capes de les històries".
Juntament amb The New York Times, la pel·lícula és considerada una de les millors pel·lícules del Festival de Cinema de Sundance 2022 per The Atlantic i Vogue.

### Reconeixements
A Sundance, la pel·lícula va ser guardonada amb el Premi Especial del Jurat a l'Esperit Innovador. En reconeixement dels guardons de Leonor Will Never Die, així com a guanyador del Gran Premi del Jurat de Curtmetratges The Headhunter's Daughter, la presidenta del Film Development Council of the Philippines (FDCP) (FDCP) Liza Diño-Seguerra va descriure el moment com "una victòria històrica del cinema filipí a Sundance" i va afegir que els cineastes estan "escrivint història".
| Any  | Festival de cinema                          | Premi                                                                          | Resultat  | Ref.   |
| ---- | ------------------------------------------- | ------------------------------------------------------------------------------ | --------- | ------ |
| 2022 | CAAMFest                                    | Comcast Xfinity Narrative Award                                                | Guanyador |        |
| 2022 | Los Angeles Asian Pacific Film Festival     | Menció especial del jurat - Llarg narratiu                                     | Guanyador |        |
| 2022 | Razor Reel Fantastic Film Festival          | Premi Youngblood                                                               | Guanyador |        |
| 2022 | Festival Internacional de Cinema de Toronto | Premi Amplify Voices                                                           | Guanyador |        |
| 2022 | Festival de Cinema de Sundance              | Concurs Mundial de Cinema Dramàtic Premi Especial del Jurat: Esperit Innovador | Guanyador | [ 3 ]  |
| 2023 | 38ns Premis Independent Spirit              | Millor pel·lícula internacional                                                | Nominat   | [ 19 ] |